# Алдуно (Леко)
Алдуно (итал. Alduno) је насеље у Италији у округу Леко, региону Ломбардија.
Према процени из 2011. у насељу је живело 131 становника. Насеље се налази на надморској висини од 334 м.